# Shine, Jesus, Shine
Shine, Jesus, Shine (auch Lord, the Light of Your Love) ist ein christliches Lobpreislied, das 1987 von Graham Kendrick geschrieben wurde.
in der deutschen Übersetzung von Manfred Schmidt trägt das Lied den Titel "Jesus, dein Licht"
Das Lied beschreibt einerseits (vor allem in den Strophen) die persönliche Glaubenserfahrung, dass Jesus das eigene Leben hell macht und mündet dann in die Bitte (vor allem im Refrain), dass das ganze Land bzw. alle Völker die Herrlichkeit Gottes erkennen und von der Liebe Gottes überflutet werden und sich das Wort Gottes immer mehr ausbreitet ("flood the nations wihth grace and mercy, send forth your word, Lord, and let there be light").
Das Kirchenlied wurde 2005 in Großbritannien bei einer Umfrage der BBC in die Top zehn der besten Lobpreislieder gewählt.
2012 wurde das Lied im Rahmen der Veranstaltung Songs of Praise: The Big Sing (dt.: Lobpreislieder: Das große Singen) in der Royal Albert Hall aufgeführt. Die Besonderheit lag darin, dass das Stück nicht nur vom Orchester gespielt wurde, sondern, wie der Name es andeutet, das Publikum die ganze Vorführung über mitsang.
Am 19. Januar 2015 wurde das Lied bei der Abreise von Papst Franziskus von den Philippinen am Villamor Air Base von Kindern und Jugendlichen verschiedener Schulen und Institutionen gesungen.